# كأس العالم 1978
أقيمت بطولة كأس العالم لكرة القدم 1978 في الأرجنتين استضافتها الأرجنتين، في اجتماع الاتحاد الدولي لكرة القدم في العاصمة الإنجليزية لندن، بتاريخ 6 يوليو 1966، وذلك بعد أن انسحبت منافستها المكسيك من المنافسة بعد أن فازت بحق تنظيم كأس العالم لكرة القدم 1970. لم يلق اختيار الأرجنتين لاستضافة كأس العالم قبولاً، فكان هناك اعتراضات عديدة بسبب حدوث انقلاب عسكري في البلاد.
في هذه البطولة، ظهر أول رعاية لكأس العالم. حيث كانت برعاية كوكا كولا. أيضاً، أقر الاتحاد الدولي لكرة القدم لأول مرة نظام ركلات الترجيح في حال انتهاء الوقت الأصلي والإضافي بتعادل الفريقين، ولكن لم يتم استخدامه في تلك البطولة حيث انتهت كل المباريات قبل نهاية الوقت الأصلي أو الإضافي. لم تنتهى مشاكل التحكيم في تلك البطولة، ففي مباراة منتخب البرازيل مع منتخب السويد حين كانت النتيجة تشير للتعادل بهدف لمثله، تحصل المنتخب البرازيلي لركلة حرة في آخر التوقيت، نفذها زيكو لتدخل شباك الحارس السويدي روني هيلستروم، إلا أن الحكم الويلزي كلايف توماس أطلق صافرته بينما كانت الكرة في الهواء قبل دخولها للمرمى، رافضًا احتساب الهدف مؤكدًا أن القانون هو القانون.
بهذه البطولة امتزجت السياسة بالرياضة، وكانت هناك تهديدات بالمقاطعة بسبب انتهاكات حقوق الإنسان، وكان النجم الهولندي يوهان كرويف من بين أكبر المتضررين في هذه البطولة، ورفض السفر إلى هناك بسبب تعرضه لمحاولة اختطاف، أيضاً من أسباب رفضه للمشاركة في البطولة كانت الأسباب السياسية. وقد شهدت هذه البطولة الكثير من الجدل، فكان المستضيف الأرجنتين يلعب مبارياته ليلاً، بعد جميع المنتخبات بعد معرفة نتائج الآخرين، ففي الجولة الأخيرة فازت البرازيل على بولندا، مما استوجب فوز الأرجنتين بنتيجة 6-0 ليتأهلوا للمباراة النهائية. انتهى الشوط الأول بين الأرجنتين والبيرو بنتيجة 2-0، لكن بعد الاستراحة، استطاع الأرجنتين تسجيل 4 أهداف لتأهل للمباراة النهائية. أثارت تلك المباراة الجدل حول وجود تلاعب في نتيجتها ورشاوي للاعب المنتخب البيروفي، ومساومة الحكومة البيروفية على محكومين لدى الأرجنتين للإفراج عنهم وإعادتهم إلى بيرو مقابل خسارة بيرو المباراة ستة أهداف. اتهم العديد من لاعبي المنتخب البيروفي بالتلاعب، لكن أشهرهم كان حارس المنتخب، خاصة بعد أنباء عن وجود حسابات له في البنوك الأرجنتينية. ولكن لم يتم تأكيد أي شيء حتى الآن حول تلك الواقعة. في كأس العالم لكرة القدم 1982 و منعاً لتكرار ما حدث في هذه البطولة، أقر الاتحاد الدولي لكرة القدم لعب المباريات المهمة كلها في وقت واحد لتجنب التلاعب في المباريات.
أقيم نهائي كأس العالم لكرة القدم 1978 على ملعب أنتونيو فيسبوكيو ليبرتي بمدينة بوينس آيرس و أمام 71,712 متفرج، بين صاحب الأرض والجمهور الأرجنتين و وصيف النسخة الماضية منتخب هولندا، و استطاع الأرجنتين الفوز بنتيجة 3-1 بالأوقات الإضافية، بعد انتهاء الوقت الأصلي بالتعادل 1-1، بفضل هدفي ماريو كيمبس. و تفوزالأرجنتين بلقب كأس العالم للمرة الأولى في تاريخها. 

## الفرق المشاركة بالبطولة

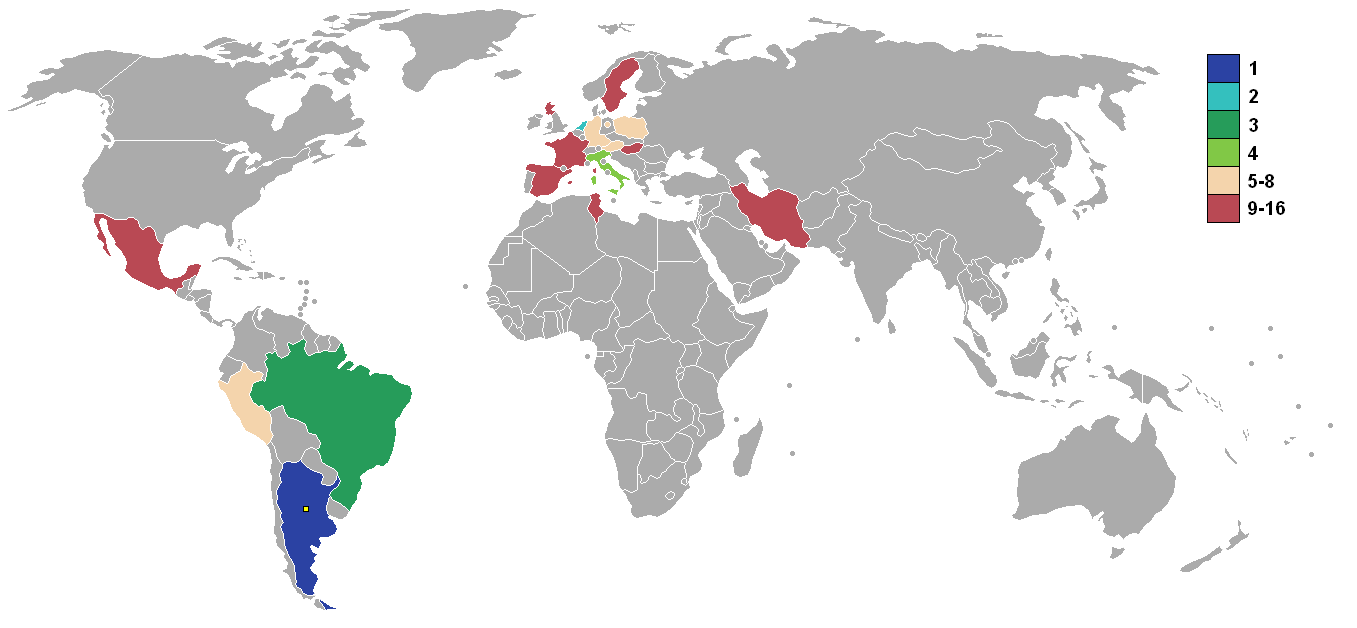
الفرق المتأهلة.

| من أفريقيا - تونس من آسيا - إيران من أمريكا الشمالية والوسطى - المكسيك من أمريكا الجنوبية - الأرجنتين - البرازيل - بيرو | من أوروبا - ألمانيا الغربية - فرنسا - إيطاليا - هولندا - بولندا - إسبانيا - السويد - المجر - النمسا - اسكتلندا |

## الملاعب

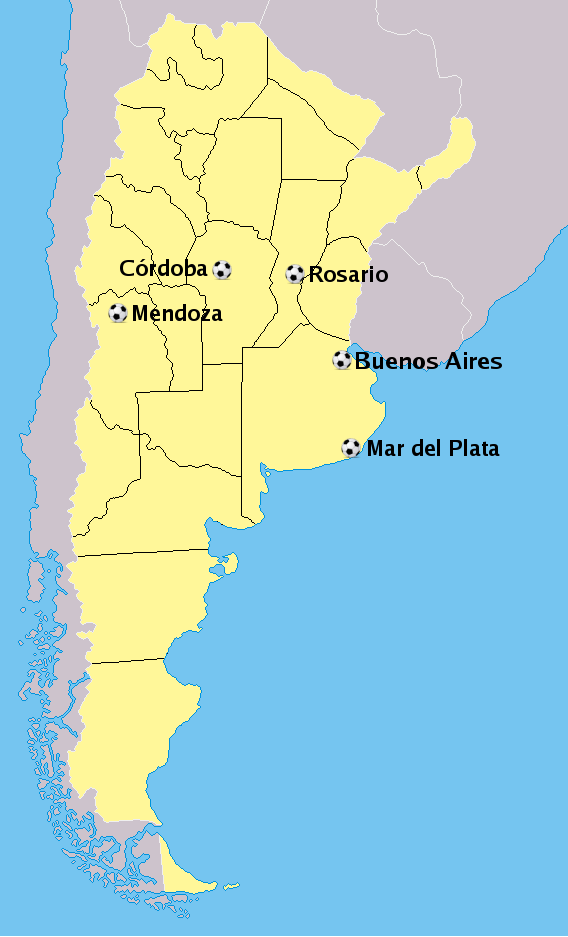
المدن المستضيفة.

| بوينس آيرس                   | بوينس آيرس            | كوردوبا                  |
| ---------------------------- | --------------------- | ------------------------ |
| ستاد أنتونيو فيسبوكيو ليبرتي | ملعب خوسيه آمالفيتاني | ستاد ماريو ألبيرتو كيمبس |
| السعة: 76,000                | السعة: 49,540         | السعة: 46,083            |
|                              |                       |                          |
| ماريه ديل بلاتا              | روساريو               | ميندوزا                  |
| خوزيه ماريا مينيلا           | جيغانتي دي أروييتو    | ملعب مالفيناس أرخنتيناس  |
| السعة: 43,542                | السعة: 41,654         | السعة: 34,875            |
|                              |                       |                          |

## المنافسات

### دور المجموعات

#### المجموعة أ
| الفريق    | نقاط | لعب | فوز | خسارة | تعادل | له من الأهداف | عليه من الأهداف | الترتيب |
| --------- | ---- | --- | --- | ----- | ----- | ------------- | --------------- | ------- |
| إيطاليا   | 6    | 3   | 3   | 0     | 0     | 6             | 2               | 1       |
| الأرجنتين | 4    | 3   | 2   | 1     | 0     | 4             | 3               | 2       |
| فرنسا     | 2    | 3   | 1   | 2     | 0     | 5             | 5               | 3       |
| مجر       | 0    | 3   | 0   | 3     | 0     | 3             | 8               | 4       |

| إيطاليا                | 1:2 | فرنسا     |
| ---------------------- | --- | --------- |
| روسي 29' زيكاريللي 52' |     | لاكومب 1' |

| الأرجنتين            | 1:2 | المجر     |
| -------------------- | --- | --------- |
| لاكو 15' بيرتوني 83' |     | كسابو 10' |

| إيطاليا                        | 1:3 | المجر         |
| ------------------------------ | --- | ------------- |
| روسي 34' بيتيغا 36' بينيتي 60' |     | (ر.ج) توث 81' |

| الأرجنتين                   | 1:2 | فرنسا       |
| --------------------------- | --- | ----------- |
| (ر.ج) باساريلا 45' لاكو 73' |     | بلاتيني 60' |

| فرنسا                           | 1:3 | المجر      |
| ------------------------------- | --- | ---------- |
| لوبيز 22' بيردول 37' روشيتو 42' |     | زمبوري 41' |

| الأرجنتين | 1:0 | إيطاليا    |
| --------- | --- | ---------- |
|           |     | بيتيغا 67' |

#### المجموعة ب
| الفريق          | نقاط | لعب | فوز | خسارة | تعادل | له من الأهداف | عليه من الأهداف | الترتيب |
| --------------- | ---- | --- | --- | ----- | ----- | ------------- | --------------- | ------- |
| بولندا          | 5    | 3   | 2   | 0     | 1     | 4             | 1               | 1       |
| ألمانيا الغربية | 4    | 3   | 1   | 0     | 2     | 6             | 0               | 2       |
| تونس            | 3    | 3   | 1   | 1     | 1     | 3             | 2               | 3       |
| المكسيك         | 0    | 3   | 0   | 3     | 0     | 2             | 12              | 4       |

| بولندا | 0:0 | ألمانيا الغربية |
| ------ | --- | --------------- |
|        |     |                 |

| تونس                        | 1:3 | المكسيك          |
| --------------------------- | --- | ---------------- |
| كعبي 55' غوميده 79' عبد 87' |     | (ر.ج) فاسكيز 45' |

| ألمانيا الغربية                                          | 0:6 | المكسيك |
| -------------------------------------------------------- | --- | ------- |
| مولر 15' هانسي مولر 30' رومينيغه 38'، 73' فلوهي 44'، 89' |     |         |

| بولندا   | 0:1 | تونس |
| -------- | --- | ---- |
| لاتو 43' |     |      |

| تونس | 0:0 | ألمانيا الغربية |
| ---- | --- | --------------- |
|      |     |                 |

| المكسيك    | 3:1 | بولندا                  |
| ---------- | --- | ----------------------- |
| رإنجيل 43' |     | بونيك 43'، 84' دينا 56' |

#### المجموعة ج
| الفريق   | نقاط | لعب | فوز | خسارة | تعادل | له من الأهداف | عليه من الأهداف | الترتيب |
| -------- | ---- | --- | --- | ----- | ----- | ------------- | --------------- | ------- |
| النمسا   | 4    | 3   | 2   | 1     | 0     | 3             | 2               | 1       |
| البرازيل | 4    | 3   | 1   | 0     | 2     | 2             | 1               | 2       |
| إسبانيا  | 3    | 3   | 1   | 1     | 1     | 2             | 2               | 3       |
| السويد   | 1    | 3   | 0   | 2     | 1     | 1             | 3               | 4       |

| النمسا              | 1:2 | إسبانيا  |
| ------------------- | --- | -------- |
| شاشنر 9' كرانكل 76' |     | داني 21' |

| السويد     | 1:1 | البرازيل    |
| ---------- | --- | ----------- |
| جوبيرغ 37' |     | رينالدو 45' |

البرازيل0-0اسبانيا-
النمسا1-0السويد-
البرازيل1-0النمسا-
اسبانيا1-0السويد

#### المجموعة د
| الفريق   | نقاط | لعب | فوز | خسارة | تعادل | له من الأهداف | عليه من الأهداف | الترتيب |
| -------- | ---- | --- | --- | ----- | ----- | ------------- | --------------- | ------- |
| بيرو     | 5    | 3   | 2   | 0     | 1     | 7             | 2               | 1       |
| هولندا   | 3    | 3   | 1   | 1     | 1     | 5             | 3               | 2       |
| اسكتلندا | 3    | 3   | 1   | 1     | 1     | 5             | 6               | 3       |
| إيران    | 1    | 3   | 0   | 2     | 1     | 2             | 8               | 4       |

هولندا3-0ايران-
بيرو3-1اسكتلندا-
هولندا0-0بيرو-
اسكتلندا1-1ايران-
بيرو4-1ايران-
اسكتلندا3-2هولندا

### الجموعة أ
| الفريق          | نقاط | لعب | فوز | خسارة | تعادل | له من الأهداف | عليه من الأهداف | الترتيب |
| --------------- | ---- | --- | --- | ----- | ----- | ------------- | --------------- | ------- |
| هولندا          | 5    | 3   | 2   | 0     | 1     | 9             | 4               | 1       |
| إيطاليا         | 3    | 3   | 1   | 1     | 1     | 2             | 2               | 2       |
| ألمانيا الغربية | 2    | 3   | 0   | 1     | 2     | 4             | 5               | 3       |
| النمسا          | 2    | 3   | 1   | 2     | 0     | 4             | 8               | 4       |

### الجموعة ب
| الفريق    | نقاط | لعب | فوز | خسارة | تعادل | له من الأهداف | عليه من الأهداف | الترتيب |
| --------- | ---- | --- | --- | ----- | ----- | ------------- | --------------- | ------- |
| الأرجنتين | 5    | 3   | 2   | 0     | 1     | 8             | 0               | 1       |
| البرازيل  | 5    | 3   | 2   | 0     | 1     | 6             | 1               | 2       |
| بولندا    | 2    | 3   | 1   | 2     | 0     | 2             | 5               | 3       |
| بيرو      | 0    | 3   | 0   | 3     | 0     | 0             | 10              | 4       |

### مباراة المركز الثالث
| إيطاليا    | 2:1 | البرازيل               |
| ---------- | --- | ---------------------- |
| كاوسيو 38' |     | نيلينهو 64' ديرسيو 72' |

### النهائي
| هولندا      | 3:1 | الأرجنتين                    |
| ----------- | --- | ---------------------------- |
| نانينغا 82' |     | كيمبس 38'، 105' بيرتوني 116' |

## ترتيب المنتخبات حسب النقاط والأهداف
| الترتيب | المنتخب         | فاز | تعادل | خسر | نقط | له  | عليه | فرق |
| ------- | --------------- | --- | ----- | --- | --- | --- | ---- | --- |
| 1       | الأرجنتين       | 5   | 1     | 1   | 11  | 15  | 4    | 11  |
| 2       | هولندا          | 3   | 2     | 2   | 8   | 15  | 10   | 5   |
| 3       | البرازيل        | 4   | 3     | 0   | 11  | 10  | 3    | 7   |
| 4       | إيطاليا         | 4   | 1     | 2   | 9   | 9   | 6    | 3   |
| 5       | بولندا          | 3   | 1     | 2   | 7   | 6   | 6    | 0   |
| 6       | ألمانيا الغربية | 1   | 4     | 1   | 6   | 10  | 5    | 5   |
| 7       | النمسا          | 3   | 0     | 3   | 6   | 7   | 10   | 3-  |
| 8       | بيرو            | 2   | 1     | 3   | 5   | 7   | 12   | 5-  |
| 9       | تونس            | 1   | 1     | 1   | 3   | 3   | 2    | 1   |
| 10      | إسبانيا         | 1   | 1     | 1   | 3   | 2   | 2    | 0   |
| 11      | اسكتلندا        | 1   | 1     | 1   | 3   | 5   | 6    | 1-  |
| 12      | فرنسا           | 1   | 0     | 2   | 2   | 5   | 5    | 0   |
| 13      | السويد          | 0   | 1     | 2   | 1   | 1   | 3    | 2-  |
| 14      | إيران           | 0   | 1     | 2   | 1   | 2   | 8    | 6-  |
| 15      | المجر           | 0   | 0     | 3   | 0   | 3   | 8    | 5-  |
| 16      | المكسيك         | 0   | 0     | 3   | 0   | 2   | 12   | 10- |
| ***     | المجموع         | 29  | 9     | 29  | *** | 102 | 102  | 0   |

ملحوظة:الخطوط الزرقاء تفصل ما بين الأدوار التي تقصى فيها الفرق.